# Jan Kenneth Weckman
Jan Kenneth Weckman, född 10 februari 1946 i Helsingfors, är en finländsk konstnär. 
Weckman studerade 1969 vid Fria målarskolan, 1969–1973 vid Finlands konstakademis skola och blev doktor i bildkonst 2005. Han slog igenom 1978 med en utställning bestående framför allt av svartvita teckningar, där han strävade efter att i bilden skapa spår av de tankeprocesser den visuella upplevelsen genomgått under arbetet. Om Weckman som tecknare har det sagts att "radergummit är ett lika viktigt arbetsredskap som pennan". Processprincipen har fortsatt att styra hans konst också när han övergått till andra tekniker, där spår av arbetsgången utgör stommen och spontana abstrakta former omväxlar med fantasigestalter. Han har gjort en långvarig insats som lärare vid Konstindustriella högskolan sedan 1981 och även producerat sig som författare av konstteoretiska skrifter; dit hör även den skriftliga delen av hans doktorsexamen, Seitsemän maalauksen katsominen/Maalaus maailman osana (2005). Han tilldelades pris av Marcus Collins minnesfond 1997.